# Celestine Gichana Davidsson
Celestine Gichana Davidsson, född 10 januari 1972, är en svensk skådespelare.

## Filmografi
- 2006 – Säg att du älskar mig
- 2009 – Metropia (röst)